# Савич Никанор Васильович
Никанор Васильович Савич (нар. 22 грудня 1869, маєток Біловоди Сумського повіту Харківської губернії — 14 березня 1942, Аньєр-сюр-Сен, передмістя Парижа, Франція) — російський політичний діяч. Депутат Державної думи III та IV скликань (1907–1917).

## Сім'я та освіта
Народився у дворянській сім'ї. Брат — Микола, адвокат.
Закінчив фізико-математичний факультет Санкт-Петербурзького університету зі срібною медаллю.

## Земський діяч
Після смерті свого батька переїхав до свого маєтку де займався сільським господарством. Був повітовим та губернським та земським гласним.
Пізніше згадував про роль молодих років у його житті:

| Будучи природознавцем за освітою, пройшовши сувору господарську школу в період доведення до ладу власної справи, я розвинув і зміцнив природжений інстинкт, який спонукав, з одного боку, поліпшувати й розвивати будь-яку справу, за яку я брався, а з іншого — прагнути дотримуватися в усьому можливу економію, уникати всяких витрат, які не були дуже потрібними для розвитку справи. |

## Депутат Державної Думи
У 1907–1917 роках — член III та IV Державних дум від Харківської губернії. За політичними поглядами — конституційний монархіст. Член фракції «Союз 17 жовтня», після її розколу увійшов у фракцію земців-жовтневиків. Товариш голови Комісії державної оборони (з 1912 року — Комісія з військових та морських справ), голова підкомісії з військово-морських справ, член земельної та бюджетної комісій. У Думі вважався фахівцем з морських питань (фінансовий аспект яких вивчив самостійно), співпрацював з молодими офіцерами, які виступали за реформи у військово-морській сфері — зокрема, з А. В. Колчаком, про якого залишив спогади. Прихильник модернізації російського флоту, підтримував діяльність морського міністра І. К. Григоровича.
З серпня 1915 року — член Прогресивного блоку та Особливої наради для обговорення і об'єднання заходів з оборони держави.

## Діяльність у 1917 році
28 лютого 1917 року був призначений комісаром Тимчасового комітету Державної думи у воєнному та морському міністерствах. Відмовився від посади морського міністра у Тимчасовому уряді. Разом з А. І. Гучковим працював у Центральному військово-промисловому комітеті, брав участь у Московському комітеті державної оборони в серпні 1917 року.

## Учасник Білого руху
У травні 1918 року виїхав з Петрограда до України, проживав у рідному Сумському повіті. У листопаді 1918 року брав участь у нараді в Яссах з представниками країн Антанти. Вступив до складу правоцентристської політичної організації «Рада державного об'єднання Росії»; разом з А. В. Кривошеїним був одним з її лідерів. Савич і далі дотримувався монархічних поглядів, вважав найкращим кандидатом на російський престол великого князя Миколая Миколайовича. У 1919 році — член Особливої наради при головнокомандувачеві Збройних сил Півдня Росії А. І. Денікіна; за власними спогадами, «мені належало стати там лідером правої або, імовірніше, помірної течії політичної думки». Був опонентом тих, хто мав ключові позиції в Особливій нараді кадетських політиків.
На початку весни 1920 року емігрував з Новоросійська до Константинополя, потім переїхав до Сербії. Був запрошений до кримського уряду А. В. Кривошеїна (що діяв при головнокомандувачеві П. М. Врангелю) і в червні 1920 року прибув до Криму, де посів пост державного контролера.

## Емігрант
У листопаді 1920 року евакуювався разом з білою армією до Константинополя, де був заступником начальника фінансової частини при головнокомандувачеві (фактично керівником, оскільки начальник М. В. Бернацький був відряджений Врангелем до Парижа), очолював ліквідаційну комісію.
1921 року виїхав до Парижа, за дорученням Врангеля увійшов до складу Ділового комітету, який збирав кошти для збереження ядра армії, обіймав пост контролера правління Добровільного флоту. Він продовжував політичну діяльність, став членом-засновником Народно-монархічного союзу конституційних монархістів. Був секретарем ініціативної групи, що займалася об'єднанням російських громадських організацій для скликання Російського зарубіжного з'їзду, який відбувся в 1926 році. Активно листувався з генералом Врангелем.
З 1927 року відійшов від політики, працював над мемуарами (видані в Росії в 1993 році), вів щоденник, десять зошитів (за 1930–1942 роки) у 2002 році була придбана бібліотекою Університету Північної Кароліни (США).
Поховано на кладовищі Сент-Женев'єв-де-Буа.

## Праці
- Савич Н.В Воспоминания. — СПб., Дюссельдорф: «Логос», «Голубой всадник», 1993. — 421 с.
- Н. Н. Рутыч. Н. В. Савич. Краткий очерк общественной и политической деятельности.